# Никополь (Омская область)
Ни́кополь — деревня в Полтавском районе Омской области России. Входит в состав Ольгинского сельского поселения.

## История
Деревня основана в 1913 году. В 1928 году состояла из 56 хозяйств, основное население — украинцы. В административном отношении являлась центром Никопольского сельсовета Полтавского района Омского округа Сибирского края.

## Население
| 1926 | 2010 |
| ---- | ---- |
| 313  | ↘190 |